# Samtgemeinde Hambergen
Die Samtgemeinde Hambergen am Nordrand des Landkreises Osterholz erstreckt sich über ein Gebiet von 135 km² und ist damit die flächenmäßig zweitgrößte Kommune des Landkreises Osterholz.
Die Samtgemeinde wurde im Zuge der Gebietsreform im Jahre 1974 aus den Gemeinden Axstedt, Hambergen, Holste, Lübberstedt und Vollersode gebildet und nach der einwohnerstärksten Gemeinde benannt. Zur Stärkung der Verwaltungskraft übertrugen diese Gemeinden einige ihrer Aufgaben auf die Samtgemeinde.

## Geographie

Topografie der Samtgemeinde Hambergen

Die Samtgemeinde Hambergen liegt in der norddeutschen Tiefebene zirka 35 Kilometer nordnordöstlich von Bremen. Verkehrsmäßiger Anschluss besteht an die Zugverbindung Bremen–Bremerhaven (Bahnhof Oldenbüttel und Lübberstedt) und an die Bundesautobahn 27 (Walsrode–Cuxhaven). Die Hauptverkehrsachse bildet die Bundesstraße 74 Bremen–Stade. In der Mitgliedsgemeinde Vollersode wird der Giehler Bach, der in der Langen Heide nördlich von Osterholz-Scharmbeck entspringt, zur Hamme, die über den Oste-Hamme-Kanal Weser und Elbe miteinander verbindet. Ein Teil der Samtgemeinde gehört zum Teufelsmoor.

## Politik

### Samtgemeinderat
Der Samtgemeinderat besteht aus 26 Mitgliedern. Dies ist die festgelegte Anzahl für eine Gemeinde mit einer Einwohnerzahl zwischen 10.001 und 11.000 Einwohnern. Die Ratsmitglieder werden durch eine Kommunalwahl für jeweils fünf Jahre gewählt. Neben den 26 in der Samtgemeindewahl gewählten Mitgliedern ist außerdem der amtierende Samtgemeindebürgermeister im Rat stimmberechtigt.
Die Kommunalwahl vom 12. September 2021 führte zu folgendem Ergebnis:
| Partei / Liste | Stimmenanteil | Sitze |
| -------------- | ------------- | ----- |
| SPD            | 53,59 %       | 14    |
| CDU            | 23,93 %       | 6     |
| Grüne          | 7,83 %        | 2     |
| AfD            | 4,15 %        | 1     |
| Linke          | 2,96 %        | 1     |
| FDP            | 2,72 %        | 1     |
| UKA*           | 4,81 %        | 1     |

* Unabhängiger Kommunalpolitischer Arbeitskreis
Derzeit bestehen im Samtgemeinderat die Fraktionen SPD und CDU sowie die Gruppe UKA, FDP und DIE LINKE. Die Fraktion GRÜNE hat sich am 15. November 2022 ersatzlos aufgelöst.

### Samtgemeindebürgermeister
Samtgemeindebürgermeister ist Gerd Brauns (SPD). Er wurde bei der Bürgermeisterwahl 2021 mit 85,26 % der gültigen Stimmen gewählt. Hermann Wieters von Bündnis 90/Die Grünen erhielt 14,74 % der Stimmen. Die Wahlbeteiligung lag bei 63,03 %.

### Wappen und Flagge
| Wappen von Samtgemeinde Hambergen | Blasonierung: „In Silber (Weiß) ein erniedrigter grüner Dreiberg, belegt mit einer silbernen (weißen) Wellenleiste, oben fünf (3 : 2) gestellte rote Rauten.“ |

Flagge der Samtgemeinde Hambergen

| Wappen von Samtgemeinde Hambergen | Wappenbegründung: In dem silbernen Schild ist ein grüner Dreiberg dargestellt, er ist dem Wappen der Gemeinde Hambergen entlehnt. Darüber symbolisieren die fünf roten Rauten gleichrangig die Mitgliedsgemeinden Axstedt, Hambergen, Holste, Lübberstedt und Vollersode. An das Quellgebiet der Hamme erinnert die silberne Wellenleiste. Flagge: „Die Flagge ist zweimal geteilt von Grün, Silbergrau und Grün im Verhältnis 1:2:1 mit dem Wappen in der Mitte.“ |

## Soziale Infrastruktur
Es bestehen insgesamt acht Kindertagesstätten an den Standorten Hambergen (4×), Wallhöfen (2×), Axstedt und Steden, drei Grundschulen an den Standorten Hambergen, Wallhöfen und Axstedt sowie eine weiterführende Schule am Standort Hambergen in Form einer kooperativen Gesamtschule. Diese deckt die Jahrgänge 5 bis 10 ab und über Oberstufenkooperation mit einer integrierten Gesamtschule in der Kreisstadt Osterholz-Scharmbeck verfügt.
An den drei Schulstandorten bestehen jeweils Sporthallen sowie am Standort Hambergen zusätzlich ein öffentliches Hallenbad „HAMBAD“ in Trägerschaft der Samtgemeinde.
Des Weiteren besteht eine öffentliche Bücherei in den Räumlichkeiten der Gesamtschule.
Das nächste Akutkrankenhaus ist das Kreiskrankenhaus Osterholz.

## Partnerschaften
Es bestehen Partnerschaften mit den Gemeinden Steinhagen (Vorpommern) und Krywe Osero.